# معركة سطاوالي (1830)
معركة سطاوالي في جوان 1830م شملت الأرجاء الغربية المتاخمة لمدينة الجزائر في سطاوالي.

## المعركة
نشبت معركة سطاوالي بين الفرنسيين بقيادة الجنرال «بيار بيرتيزين» والجزائريين بتاريخ 19 جوان 1830م وأدت إلى احتلال سطاوالي.
ذلك أن قوات الاحتلال الفرنسي بقيت ماكثة غير بعيد عن شبه جزيرة سيدي فرج بعد إنزالها بتاريخ 14 جوان 1830م في انتظار وصول عتاد فرض الحصار على قصبة الجزائر قبل اقتحامها، إلا أن هذا العتاد والعدة تأخر قدوم السفن التي تحمله إلى الساحل الجزائري.
أثناء ذلك كانت قوات المقاومة الشعبية ضد الاحتلال الفرنسي تتقوى في إيالة الجزائر قبل أن تتجمع الفيالق المتوافدة من دار السلطان وبايلك الغرب وبايلك التيطري وبايلك الشرق بقيادة زعيم الإنكشارية «الآغا إبراهيم» وأحمد باي القسنطيني على مستوى «مخيم سطاوالي» بتاريخ 15 جوان 1830م مقابل القوات الفرنسية التي واصلت إنزالها من السفن على ساحل سيدي فرج.
وكان باي المدية المدعو حاج علي مصطفى بومرزاق هو النائب المساعد المباشر لقائده «الآغا إبراهيم».
أما عن «فيلق آغا إبراهيم» فكان متكونا من 3.000 إنكشاري تركي، و5.000 كرغلي، و6.000 موريسكي من مدينة الجزائر، وقوات بايلك التيطري، و6.000 عربي من خارج مدينة الجزائر ، أي ما مجموعه أكثر من 20.000 جندي جزائري قام فيلقهم بمهاجمة مجموعة الجنرال «بيار بيرتيزين».
وأما بالنسبة لـ«فيلق باي قسنطينة» فقد كان يضم 1.000 إنكشاري تركي، وفيلق قسنطينة، وفيلق وهران، و6.000 عربي من خارج مدينة الجزائر، أي ما مجموعه أكثر من 20.000 جندي جزائري قام فيلقهم بمهاجمة مجموعة الجنرال «نيكولا لوفيردو».
وتم كذلك تدعيم مواقع المقاومين الجزائريين، الذين بلغ تعدادهم بتاريخ 18 جوان 1830م أكثر من 40.000 جندي مقاوم، عبر خطوط دفاع ضد الفرنسيين بواسطة المدافع والهاون.
ولم يكن إنزال القوات الفرنسية قد اكتمل بَعْدُ حتى تم إخبار الجنرال دي بورمن بأن القوات المقاوِمة الجزائرية قد نصبت خطا من المدفعية الهجومية غير بعيد عن «مخيم سيدي فرج» أثناء الليلة ما بين 18 و19 جوان 1830م.
فقرر الجنرال دي بورمن المبادرة إلى الهجوم على «مخيم سطاوالي» قبل أن يباغتهم هجوم مضاد من المقاوِمين الجزائريين.
وبالفعل، انطلق هجوم المقاومين الجزائريين من «مخيم سطاوالي» على قوات الجنرال «بيار بيرتيزين» عند مطلع فجر يوم 19 جوان 1830م، إلا أن الجنود الفرنسيين استطاعوا صد الهجمة الجزائرية بعد بعض الساعات من الاشتباك.
وكانت نتيجة «معركة سطاوالي» هزيمة الجزائريين واستحواذ الفرنسيين على سلاح مدفعيتهم وعلى «مخيم سطاوالي» أين اتخذوا منه مقر ثكنة استقروا فيها.

## مكتبة الصور

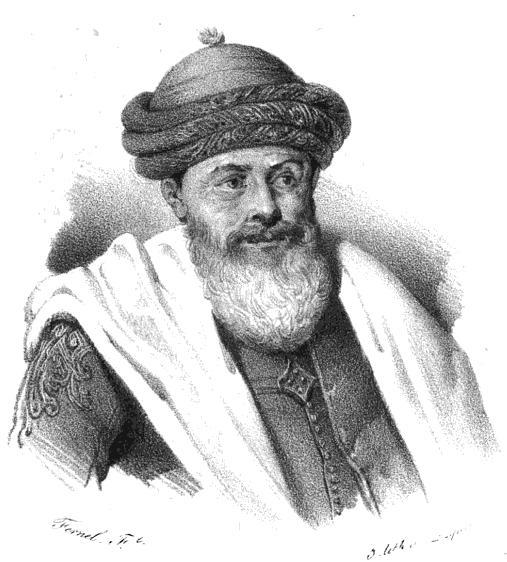
الداي حسين
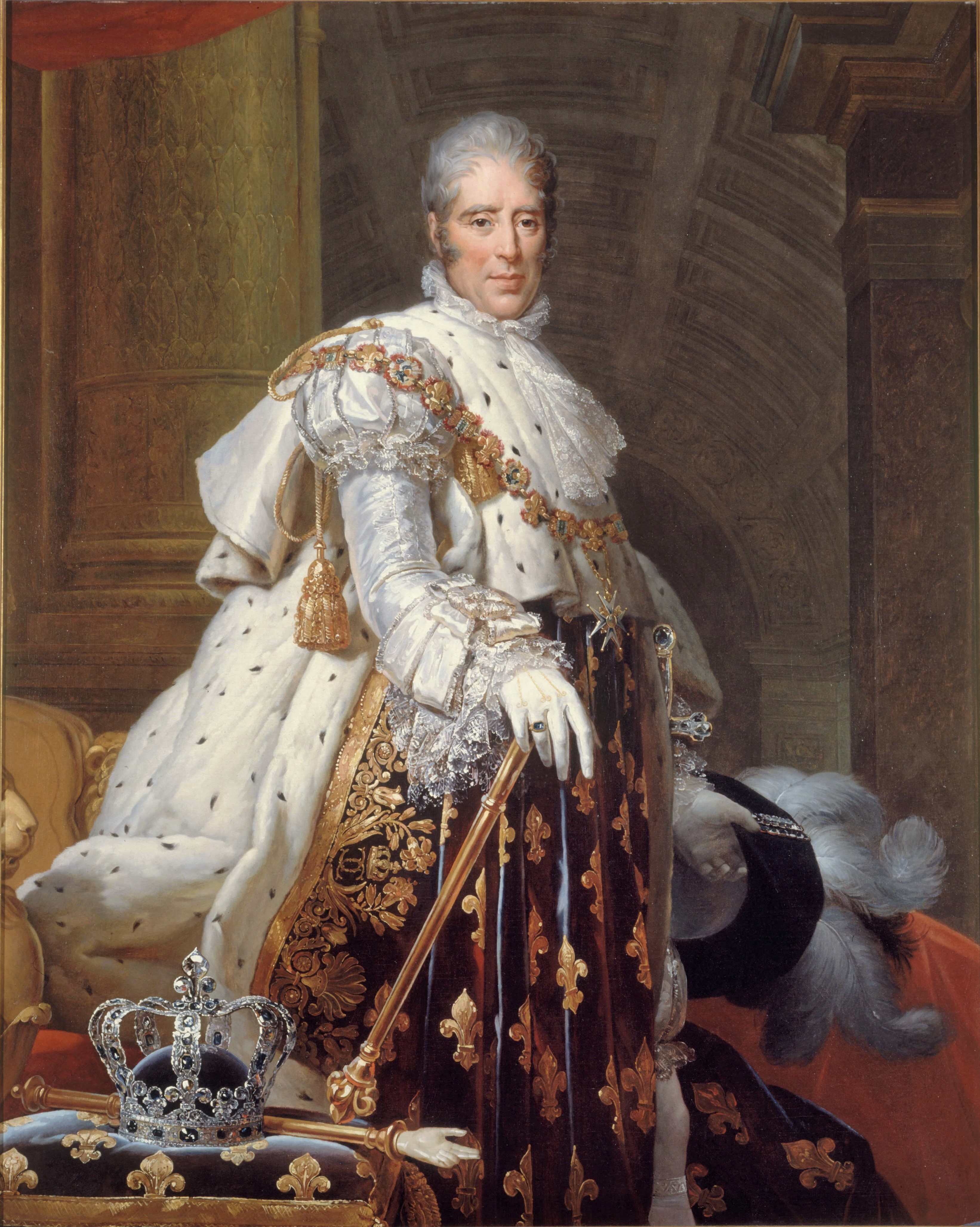
شارل العاشر
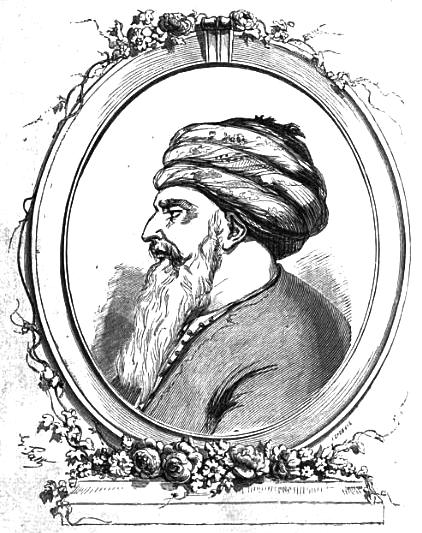
الداي حسين
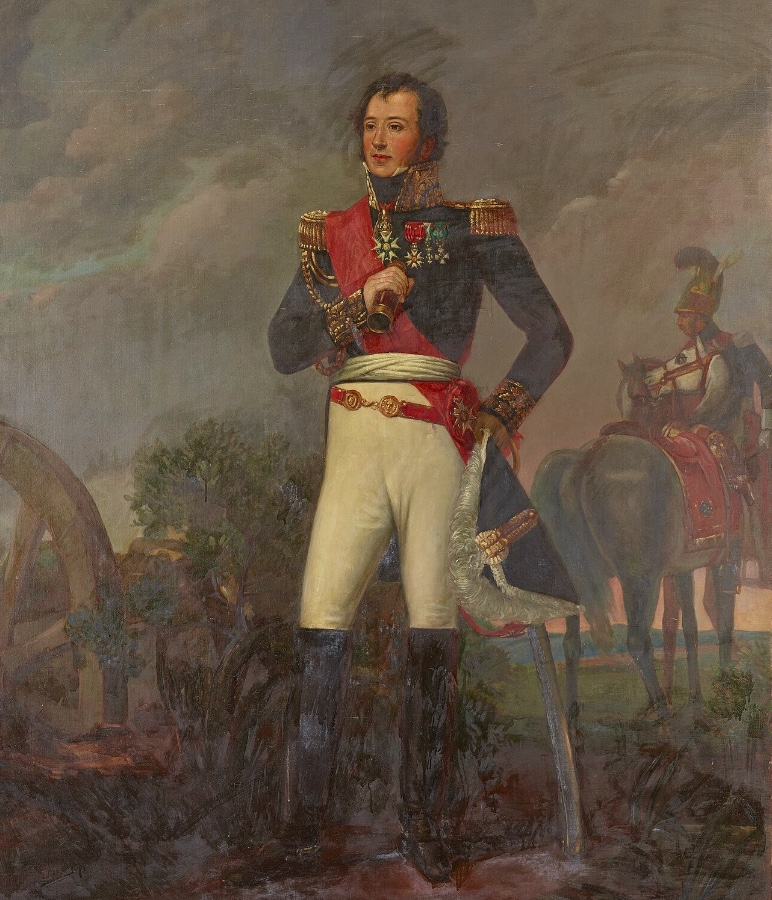
دي بورمن
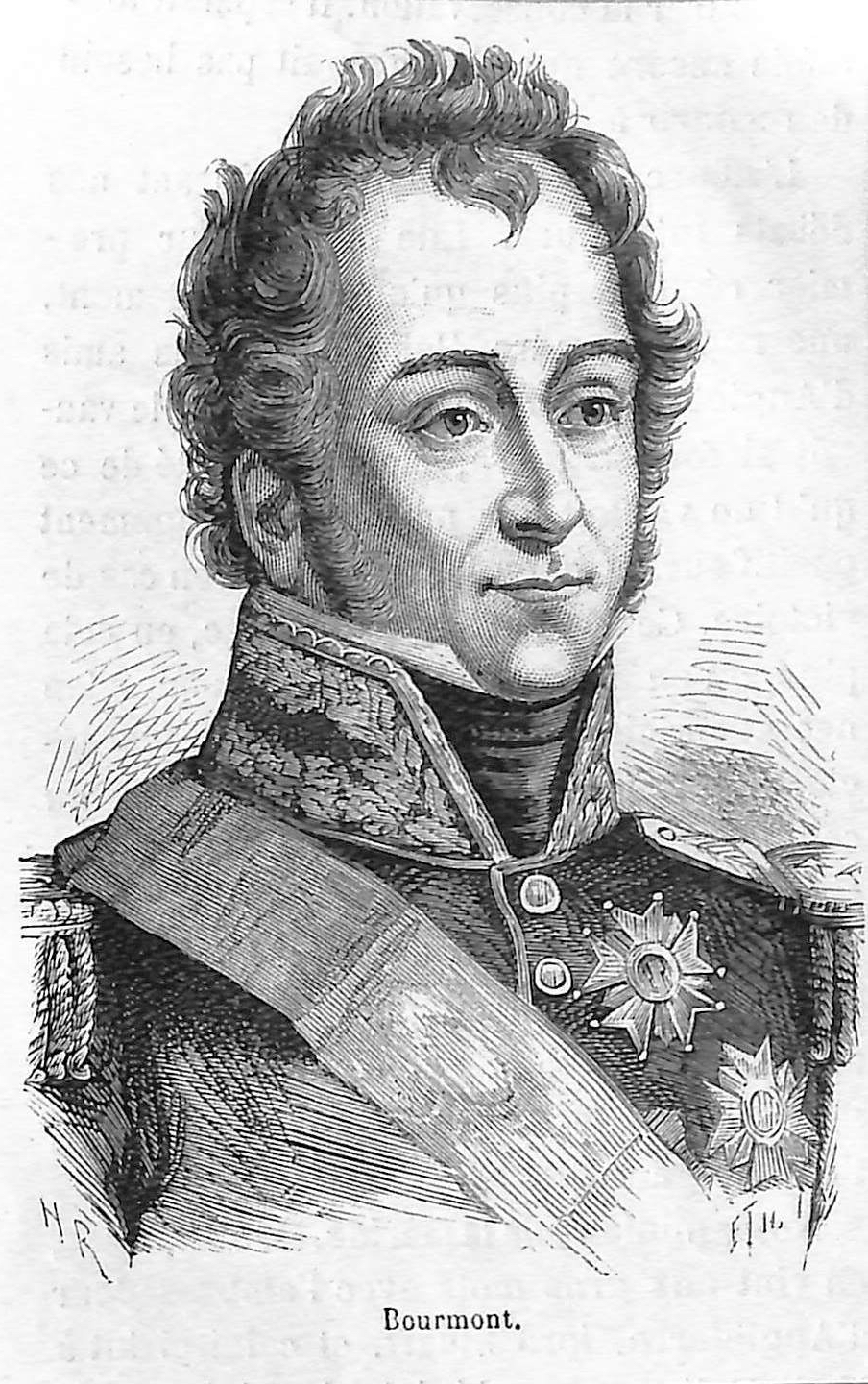
دي بورمن
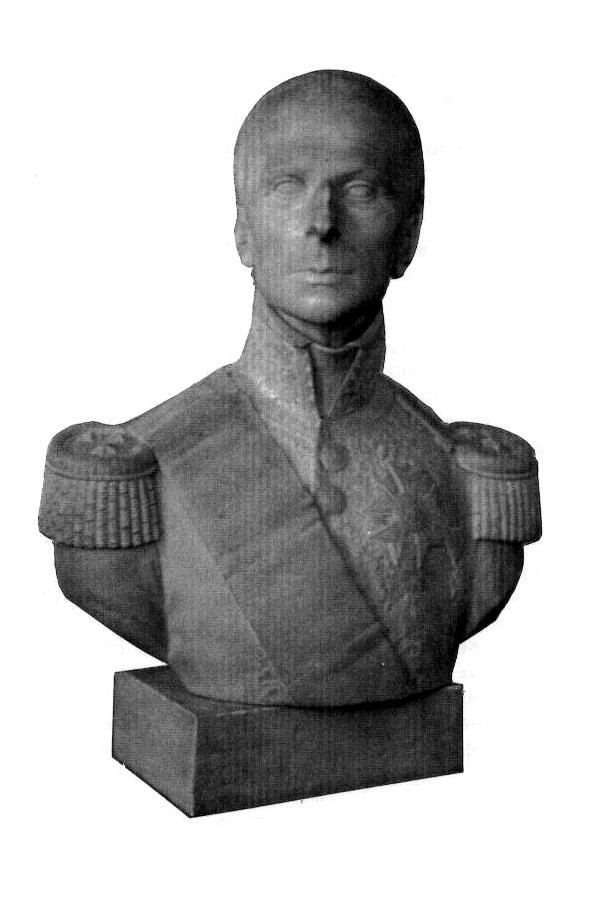
فرانسوا ألكسندر ديسبريز
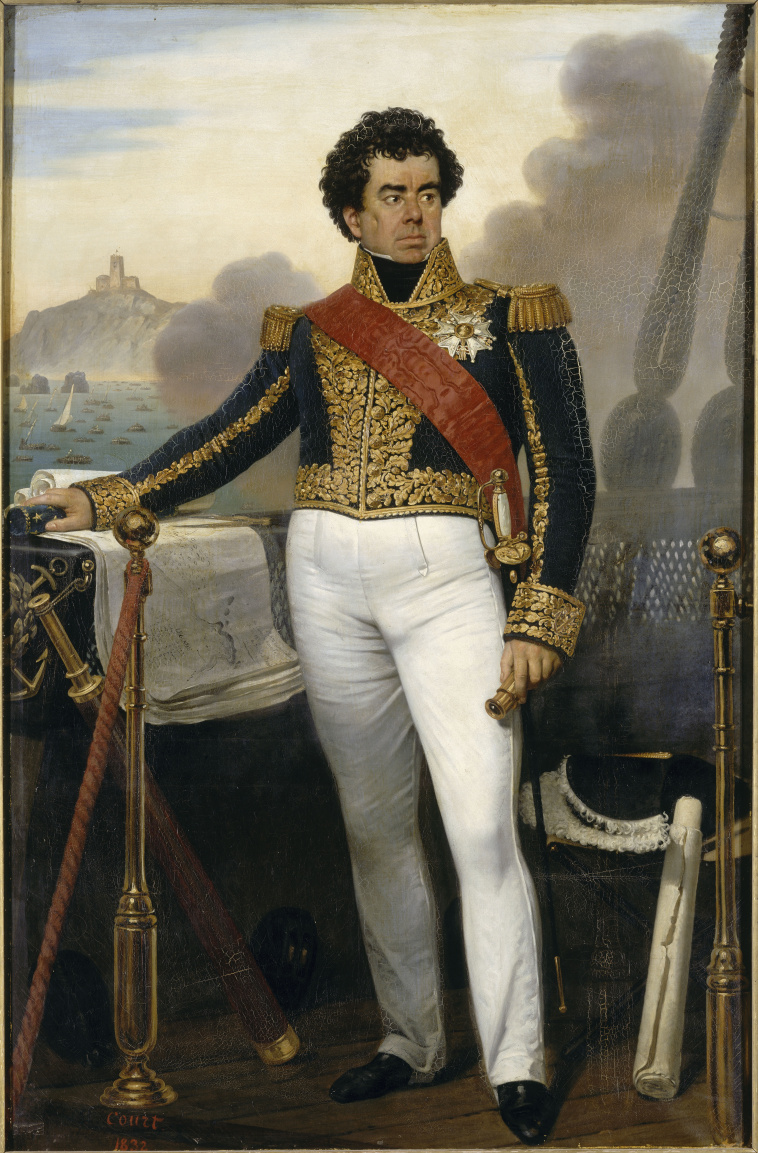
جي فكتور دوبيري
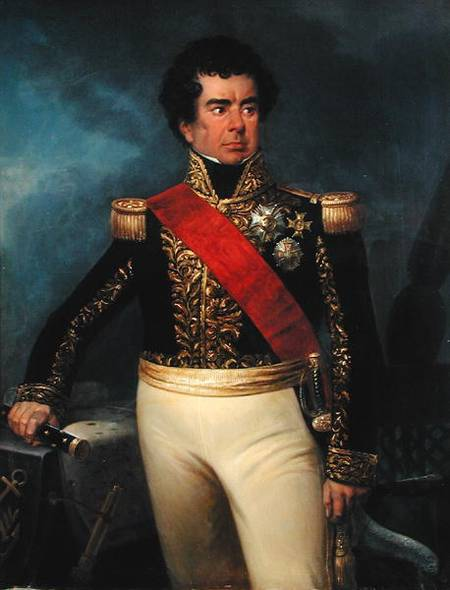
جي فكتور دوبيري
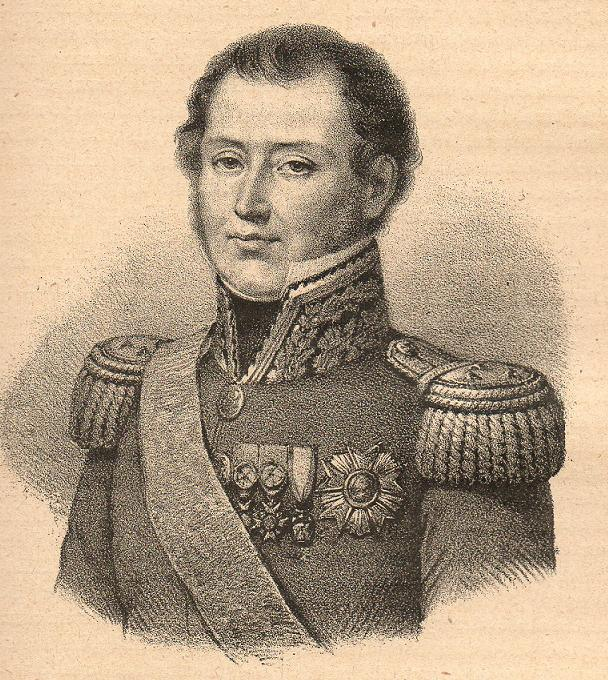
بيار بيرتيزين
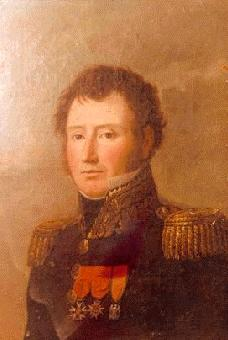
بيار بيرتيزين